# Biến dị sinh học
Biến dị sinh học là những biến đổi mới mà cơ thể sinh vật thu được do tác động của các yếu tố môi trường và do quá trình tái tổ hợp di truyền.

## Các loại biến dị
- Biến dị không di truyền (gọi Thường biến): là những biến đổi liên quan đến kiểu hình, không liên quan gì tới vật chất di truyền.
- Biến dị di truyền: là những biến đổi có liên quan tới vật chất di truyền, gồm:
  - Biến dị đột biến: những biến đổi có tính chất hoá học vật liệu di truyền.
  - Biến dị tái tổ hợp: những tổ hợp sắp xếp gen mới mà đời con thu được khác với bố mẹ do sự phân ly độc lập và sự trao đổi chéo của các gen.
  - Biến dị cá thể: là mức phản ứng của các tính trạng di truyền trong vòng sống cá thể (có thể là thường biến hoặc đột biến)
  - Biến dị tổ hợp: là loại biến dị liên quan đến vật chất di truyền, là kết quả của sự tái tổ hợp vật chất di truyền

## Lịch sử và một số học thuyết
- Jean-Baptiste Lamarck là nhà tự nhiên học người Pháp (thế kỷ 19) có công lao chống lại thuyết sinh vật bất biến. Theo ông các điều kiện môi trường bên ngoài ảnh hưởng trực tiếp lên cơ thể sinh vật và gây nên những biến dị và có thể di truyền cho đời sau.
- Charles Darwin (người Anh) đặt nền móng cho lý luận tiến hóa, ông đã nghiên cứu rất nhiều biến dị ở các loài khác nhau. Theo ông có hai loại biến dị: biến dị xác định và biến dị không xác định. Quá trình phát sinh biến dị: do điều kiện môi trường và bản chất bên trong cơ thể, trong đó bản chất cơ thể là nhân tố quan trọng nhất, còn điều kiện môi trường chỉ đóng vai trò kích thích sự xuất hiện biến dị.

biến di là một trong những cơ chế phức tạp của cơ thể sống
Hai thuyết này mới chỉ phản ánh hiện tượng biến dị chứ chưa vạch ra được bản chất của biến dị.
1856-1865 phát hiện ra quy luật Mendel. 1903 Hugo de Vries đưa ra khái niệm đột biến để chỉ những biến đổi xảy ra đột ngột của tính trạng di truyền và xây dựng thuyết đột biến trên cơ sở nghiên cứu các loài thuộc Oenothera.
Nhiều nghiên cứu về sau đã phát hiện tác dụng gây đột biến của các tia phóng xạ và nhiều chất hóa học. Các đột biến nhân tạo cũng đã thúc đẩy phát triển di truyền học và ứng dụng trong chọn giống.